# C11H14
化学式C11H14（摩尔质量：146.24 g/mol，不饱和度为5）可指：
- 环戊基苯，CAS号：700-88-9
- 2,4,6-三甲基苯乙烯，CAS号：769-25-5

|  | 这个同类索引页列出了具有相同分子式的化学物（即同分異構體）条目。 除非您是有意链接至本页，否则应将相应条目的内部链接指向正确的条目。 |